# Grzegorz Motyka
Grzegorz Motyka   (Ośnica, 29 de gener de 1967) és un historiador polonès, especialitzat en la història de les relacions polonesoucraïneses. Des del 1992 treballa a l'Institut d'Estudis Polítics de l'Acadèmia Polonesa de les Ciències i a l'Institut de la Memòria Nacional.

## Obres selectes
- "Pany i rezuny. Współpraca AK-WiN i UPA 1945-1947", Warszawa 1997 (amb Rafał Wnuk)
- "Tak było w Bieszczadach. Walki polsko-ukraińskie w Polsce 1943-1948", Warszawa 1998
- "Antypolska Akcja OUN-UPA 1943-1944. Fakty i interpretacje", ed. Grzegorz Motyka, Dariusz Libionka, IPN 2002
- "Służby Bezpieczeństwa Polski i Czechosłowacji wobec Ukraińców 1945-1989", Warszawa 2005 (ed. i coautor)
- "Ukraińska partyzantka 1942-1960", Warszawa 2006
- "W kręgu Łun w Bieszczadach", Warszawa 2009